# Батька (фильм)
«Батька» — основанный на реальных событиях советский художественный фильм 1971 года режиссёра Бориса Степанова.
Фильм в СССР посмотрело 19 900 000 зрителей, он занял 30 строчку в лидерах проката 1972 года.
Партизанский командир Минай Шмырев стоял перед личным выбором — отдать на смерть своих четверых детей-заложников или отказаться от партизанской борьбы (он обеспечивал коридор для армейской разведки в немецкой обороне и готовил команду особого назначения). Сложности драматургии картины были связаны с реальным жизненным конфликтом.

## Сюжет
Драматургическим узлом сценария послужили две критические ситуации в судьбе батьки: использование фашистами с изуверской изощренностью четверых детей партизана в качестве заложников, угроза расправы над ними, и окружение партизанского отряда.
Фильм основан на реальных событиях.
1942 год, идет Великая Отечественная война. В Белорусских лесах успешно действует партизанский отряд неуловимого «Батьки».
Фашисты несут потери, кроме того, отряд контролирует коридор через линию фронта, обеспечивающий работу советской разведки. Немцы проводят карательные акции, облавы, назначают за голову командира партизан 10 000 рейхсмарок, но ничего сделать не могут. Тогда гитлеровцы берут в заложники четверых его детей, и в обмен на их жизни требуют сложить оружие.

Имя главного героя не названо, он просто «батька», хотя зрители сразу узнают в нём Героя Советского Союза Миная Филипповича Шмырева. В основе сценария Р. Шмырева (приемного сына легендарного командира) — трагическая жизненная ситуация.— Кино Советской Белоруссии, 1975 год
Четверо детей партизанского командира были взяты в заложники немцами. Дочь Лиза смогла передать отцу записку: «Папа, за нас не волнуйся, никого не слушай, к немцам не иди. Если тебя убьют, то мы бессильны и за тебя не отомстим. А если нас убьют, папа, то ты за нас отомстишь».
14 февраля 1942 года гитлеровцы расстреляли детей Шмырёва — Мишу (4 года), Зину (9 лет), Сережу (13 лет), Лизу (14 лет).
Коридор «Суражские ворота», через который проходили армейские диверсионные разведгруппы, просуществовал до осени 1942 года.
Сценарист фильма — усыновлённый в 1942 году «Батькой» Ростислав Шмырёв, бывший пятилетним ребёнком участником тех событий, кроме написания сценария также сыграл в фильме эпизодическую роль партизана.

## В ролях
- Юрий Горобец — Батька, командир партизанского отряда
- Борис Владомирский — Потапов, партизан
- Виктор Тарасов — Юрий Бирила
- Любовь Румянцева — Нина, связная
- Александр Леньков — Сашок, циркач, партизан
- Лери Гаприндашвили — Нико, циркач, партизан
- Геннадий Николаев — Яков, раненый партизан
- Геннадий Овсянников — Микита, партизан
- Аркадий Трусов — Нил
- Людмила Черепанова — Анна
- Николай Прокопович — Иван Каменков
- Егор Николаев — Миша
- Лена Ольшевская — Зина
- Витя Добыш — Серёжа
- Ира Байковская — Лиза
- Лудвигс Барс — гауляйтер
- Хербертс Зоммерс — генерал Арендт
- Юрис Каминскис — майор Штюбер
- Александр Белов — полицай
- Владимир Кулешов — советский капитан
- Ростислав Шмырёв — партизан
- Александра Зимина — эпизод

## Критика
Кинокритик Ефросинья Леонидовна Бондарева высоко оценила слаженную работу оператора и режиссёра фильма:

В фильме «Батька» камера оператора И. Ремишевского очень подвижна, особенно во второй части его фильма, на натурных съемках, где зритель ощущает себя как бы подхваченным общим движением беженцев и отступающих партизан. Атмосферу тех лет оператор сумел передать с точностью документалиста, вкладывая в снимаемый материал и свое личное отношение. Особое внимание Степанов уделил портретам главного героя. В кинопортретах Батьки угадываются и природный ум, и мужество партизанского командира, и трагедия отца, потерявшего четверых детей. Режиссер утверждает, что работать с И. Ремишевским ему было спокойно, видимо, от уверенности во взаимопонимании и профессионализме оператора.
При этом критик отметила и работу композитора В. Чередниченко: «в стилистике и музыкальном решении фильма — героика и драматизм неразрывпы».
Отмечено, что несмотря на отсутствие батальных сцен — авторы создали атмосферу войны и героизма по мере возможностей экрана:

И хотя в фильме мы не видим вошедших в историю партизанской войны смелых рейдов соединений народных мстителей под командованием батьки Миная, вера в него как в личность героическую остается. И все же авторы фильма не достигли того напряжения экранной жизни героя, которое было в биографии прототипа. Такого свойства «ножницы» — следствие иллюстративного принципа воссоздания событий.— журнал «Неман», 1978
Особо выделлось критикой изображение в фильме леса — дома партизан:

Трагические коллизии фильма «Батька» разворачиваются в контрастных по тональности сценах: то на фоне прекрасной, фольклорно-сказочной лесной природы, то в жесткой обстановке войны. Природа, снятая оператором И. Ремишевским, предстает и приютом партизан и, одновременно, жертвой военных действий, которые наносят ей непоправимый урон. Лес в картине — обитель партизан, опоэтизированная среда, а город, захваченный фашистами и оскверненный ими, выглядит пыльным, разрушенным и грязным. Во время боя лес в картине превращается в место трагической гибели людей и природы. Природа вокруг героев картины преимущественно избыточно прекрасна и стилистически напоминает сказку.— А. А. Карпилова, кандидат искусствоведения (1999), доцент (2004), заведующий отдела экранных искусств ИИЭФ НАН Белоруссии, 2010 год
Игра Юрия Горобца, получившего приз «за лучшее исполнение мужской роли» на V Всесоюзном кинофестивале, также высоко была отмечена и критикой: журнал «Неман» писал: «Артист Ю. Горобец глубоко пережил драму своего героя, подчеркнув его человечность», а кинокритик Ефросинья Леонидовна Бондарева высоко оценила актёрское мастерство актёра в ключевой сцене:

Надо видеть лицо Батьки — Юрия Горобца — в этом эпизоде… Боль, непоколебимость, презрение, колоссальную выдержку — все это актер передает глубоко и убедительно.
 Образ, созданный в фильме Ю. Горобцом, жизненно правдив и ярок.
Но фильм был назван слабым в идейно-художественном плане журналом «Коммунист Белоруссии», причём раскритиковавшим не только фильм, но и кинокритиков:

Мне кажется, что критики уходят от главного, когда вместо принципиального разговора о возможностях темы и ее реализации акцентируют внимание на исторической основе и обстоятельствах создания фильма. А именно в таком плане почти во всех наших газетах были написаны рецензии на фильм «Батька». Создается впечатление, что авторов их мало заботило главное — идейно-художественные достоинства фильма.
К сожалению, факт, достойный высокой трагедии, на экране не раскрывается через детали, события соответствующего накала и пафоса. А ведь он мог потрясти зрителей, окажись сценарист и постановщик на уровне жизненной правды во всех определяющих идейно-художественную суть произведения моментах. Я имею в виду, в частности, необходимость более тщательной драматургической разработки, обоснования и режиссерско-операторского воплощения действий главного героя как партизанского командира.
— Коммунист Белоруссии, 1972 год
При этом критикой отмечалось, что хотя такая оценка и верна — но это следствие реальности событий фильма и реальности героя, которые и невозможно отразить на экране:

Воспроизведение на экране подлинных фактов действительности привело к таким же примерно результатам, как и в других кинопостановках, в основу сюжета которых были положены реальные события: действие выходило на первый план, а сложность психологической ситуации оставалась за кадром. Попытки выразить раздумья, диалог человека со своей совестью в трагической ситуации лишний раз подтвердили, как трудно изобразить на экране глубокие интимные процессы человеческой психики. Ю. Горобец, исполнитель роли батьки Миная, пытался смягчить прямолинейность мелодраматических сцен в драматургии образа. И все же экранный батька Минай не стал явлением, равнозначным своему прототипу Минаю.— Современное белорусское кино, 1985 год

## Награды
- Диплом и первая премия Ю. Горобцу «за лучшее исполнение мужской роли» на V Всесоюзном кинофестивале (Тбилиси, 1972)